# Colfax (Luisiana)
Colfax es un pueblo ubicado en la parroquia de Grant en el estado estadounidense de Luisiana. En el Censo de 2010 tenía una población de 1558 habitantes y una densidad poblacional de 401,3 personas por km².

## Geografía
Colfax se encuentra ubicado en las coordenadas 31°31′11″N 92°41′59″O / 31.51972, -92.69972. Según la Oficina del Censo de los Estados Unidos, Colfax tiene una superficie total de 3.88 km², de la cual 3.86 km² corresponden a tierra firme y (0.53%) 0.02 km² es agua.

## Demografía
Según el censo de 2010, había 1558 personas residiendo en Colfax. La densidad de población era de 401,3 hab./km². De los 1558 habitantes, Colfax estaba compuesto por el 32.09% blancos, el 65.47% eran afroamericanos, el 0.26% eran amerindios, el 0% eran asiáticos, el 0% eran isleños del Pacífico, el 0.26% eran de otras razas y el 1.93% pertenecían a dos o más razas. Del total de la población el 0.77% eran hispanos o latinos de cualquier raza.